# Alvania aequisculpta
Alvania aequisculpta is een slakkensoort uit de familie van de Rissoidae. De wetenschappelijke naam van de soort is voor het eerst geldig gepubliceerd in 1887 door Keep.